# Mailand–Sanremo 1950
Mailand–Sanremo 1950 war die 41. Austragung dieses Klassikers im Straßenradsport. Es wurde am 18. März 1950 über eine Distanz von 282 km ausgetragen. Sieger wurde Gino Bartali, der den Sprint eines großen Hauptfeldes gewann.

## Rennverlauf
210 Fahrer stellten sich bei frühlingshaften Temperaturen dem Starter. Am Capo Berta griff Fausto Coppi energisch an, musste jedoch kurz darauf einen Defekt am Rad beheben. Bartali griff nun seinerseits sofort an, Coppi konnte noch einmal aufschließen. Im finalen Sprint auf der Via Roma konnte Bartali alle Konkurrenten bezwingen und gewann mit einer knappen Radlänge. Coppi wurde mit weiteren 42 Fahrern ex aequo auf den 9. Rang gesetzt.

## Ergebnis
| Rang | Fahrer          | Team              | Zeit         |
| ---- | --------------- | ----------------- | ------------ |
| 1    | Gino Bartali    | Bartali-Gardiol   | 7:18:52 h    |
| 2    | Nedo Logli      | Arbos             | gleiche Zeit |
| 3    | Oreste Conte    | Bianchi-Ursus     | gleiche Zeit |
| 4    | Fiorenzo Magni  | Wilier-Triestina  | gleiche Zeit |
| 5    | Louis Caput     | Benotto-Superga   | gleiche Zeit |
| 6    | Alfredo Pasotti | Botecchia-Pirelli | gleiche Zeit |